# That's the Way
«That's The Way» una balada de la banda de rock inglés Led Zeppelin de su tercer disco, Led Zeppelin III, lanzado en 1970. Como varias de las pistas en el álbum, es una canción acústica y destaca especialmente por ser una de las composiciones más apacibles y suaves en el catálogo de Led Zeppelin.

## Composición musical
La versión de estudio cuenta con Jimmy Page tocando la guitarra acústica en afinación abierta de G♭, guitarra con pedal de acero, dulcémele y bajo mientras que John Paul Jones toca la mandolina. John Bohnam no toca en la canción, más que una suave pandereta, que junto con el bajo tocado por Page, se agregan hacia el final de la canción.

## Escritura
Jimmy Page y Robert Plant escribieron esta obra en 1970 en un retiro en casa de Bron-Yr-Aur, Gales. Page explicó: 
"That's The Way" fue escrito en Gales. Fue uno de esos días después de un largo paseo y decidimos volver a la casa de campo. Teníamos una guitarra con nosotros. Fue un agotador paseo bajando un barranco así que paramos y nos sentamos. Toqué la melodía y Robert cantó la primera estrofa. Tuvimos una grabadora con nosotros y nos pusimos la melodía".
En una entrevista con Mojo Magazine en 2010, comento: 
"Todavía puedo recordar exactamente dónde estábamos cuando escribimos "That's The Way". Robert se vio seriamente afectado por la situación y pudo escribirla y hacer una declaración, fue genial. No habría sucedido si nosotros no hubiéramos estado allí".
El título original de la canción fue "The Boy Next Door". De acuerdo con la biografía de Stephen Davis de Led Zeppelin, "Hammer Of The Gods", la letra de la canción refleja puntos de vista de la Plant sobre la ecología y el medio ambiente. También existen varias líneas en la canción en la que se refleja en la manera en la que Led Zeppelin fue tratado en América durante sus primeras giras, cuando a veces escupían en ellos, tenían armas sobre ellos y fueron detenidos en los aeropuertos y en aviones. Estaban también preocupados por la violencia que habían visto de policías hacia jóvenes que protestaron en la guerra de Vietnam, así como a los aficionados en sus conciertos, particularmente durante su gira de primavera de 1970 en los Estados Unidos:
I can't believe what people saying,
You're gonna let your hair hang down,
I'm satisfied to sit here working all day long,
You're in the darker side of town.

## Presentaciones en directo
Cuando Page y Plant presentaron en directo en su reunión de 1994, Plant anunció a la audiencia que hija de Page, Escarlata Page, fue concebida "media hora" después de que "That's The Way" fuera escrita. El socio de Page, Charlotte Martin, se hospedaba en Bron-Yr-Aur a la vez que Page, junto con la esposa de Plant, Maureen y su hija Carmen. 
"That's The Way" fue interpretada en vivo en los conciertos de Led Zeppelin de 1970 a 1972 y se recuerda para su serie de conciertos en el Earls Court en 1975. Versiones en vivo de la canción pueden encontrarse también en How the West Was Won, BBC Sessions y Led Zeppelin DVD. La canción era siempre realizada un paso y medio mayor que la versión de estudio, y la parte del bajo al final fue interpretada por John Paul Jones en bajo pedales. En 1994, Page y Planta también publicaron una versión en No Quarter: Jimmy Page y Robert Plant Unledded CD y DVD.

## Usos en otros medios
Esta fue una de las pocas canciones en el catálogo de Led Zeppelin que fue autorizada para su uso en la banda sonora de una película. Después de ver un corte áspero de Cameron Crowe, Casi Famosos en el año 2000, Page y Plant acurdaron que le permita utilizar algunas canciones de Led Zeppelin, pero esta es la única que hizo su aparición el álbum de la banda sonora. Otras canciones de Led Zeppelin que pueden oír en la película son "Tangerine", "The Rain Song", "Bron-Yr-Aur", "Immigrant Song" y "Misty Mountain Hop".

## Personal
- Robert Plant – Voz
- Jimmy Page – Guitarra, bajo, dulcémele
- John Paul Jones – Mandolina
- John Bohnam – Pandereta